# Pohnpeigråfågel
Pohnpeigråfågel (Edolisoma insperatum) är en starkt utrotningshotad fågel i familjen gråfåglar som förekommer på en enda ö i västra Stilla havet.

## Utseende
Pohnpeigråfågeln är en 25 cm lång och slank medlem av familjen med skilda dräkter för hane och hona. Hanen liknar mycket yapgråfågeln med sin skiffergrå fjäderdräkt. Honan skiljer sig dock kraftigt genom att vara enhetligt djupt kastanjebrun.

## Utbredning och systematik
Fågeln förekommer enbart på ön Pohnpei i ögruppen Karolinerna. Den behandlas som monotypisk, det vill säga att den inte delas in i några underarter.

### Släktestillhörighet
Tidigare inkluderades släktet Edolisoma i Coracina, men genetiska studier visar att Coracina i vidare bemärkelse är parafyletiskt i förhållande till Lalage och Campephaga.

## Status
Pohnpeigråfågeln har ett mycket litet bestånd uppskattat till endast mellan 600 och 1700 individer. Den tros också minska i antal till följd av habitatförlust. Internationella naturvårdsunionen IUCN tar därför upp den på sin röda lista över utrotningshotade arter, där kategoriserad som starkt hotad.